# أمريكا غوت تالنت الموسم السادس
تم عرض الموسم السادس من أمريكا غوت تالنت على قناة إن بي سي في 31 مايو 2011 واختتم في 14 سبتمبر 2011.
المضيف لهذا الموسم كان نيك كانون. والحكام هم هاوي مانديل، شارون أوزبورن، بيرس مورغان، الفائز بهذا الموسم كان لاندو يوجين ميرفي جونيور.